# عدن عوشة (فرع العدين)

تعديل مصدري - تعديل

عدن عوشة محلة تابعة لقرية عرعرة، التابعة لعزلة بني احمد والثلث بمديرية فرع العدين إحدى مديريات محافظة إب في الجمهورية اليمنية، بلغ تعداد سكانها 185 حسب تعداد اليمن لعام 2004.